# Верхньоінгульське
Верхньоінгу́льське — село в Україні, у Кетрисанівській сільській громаді Кропивницького району Кіровоградської області. Населення становить 394 особи. Колишній центр Верхньоінгульської сільської ради.

## Історія
Село належало до Бобринецького району до його ліквідації 17 липня 2020 року.

## Населення
Згідно з переписом УРСР 1989 року чисельність наявного населення села становила 474 особи, з яких 217 чоловіків та 257 жінок.
За переписом населення України 2001 року в селі мешкали 394 особи.

### Мова
Розподіл населення за рідною мовою за даними перепису 2001 року:
| Мова       | Відсоток |
| ---------- | -------- |
| українська | 91,88 %  |
| російська  | 6,09 %   |
| циганська  | 1,02 %   |
| вірменська | 0,51 %   |
| молдовська | 0,51 %   |